# 5 Andromedae
5 Andromedae (5 And), som är stjärnans Flamsteedbeteckning, är en ensam stjärna belägen i den nordvästra delen av stjärnbilden Andromeda. Den har en skenbar magnitud på ca 5,68 och är svagt synlig för blotta ögat där ljusföroreningar ej förekommer. Baserat på parallaxmätning inom Hipparcosuppdraget på ca 29,1 mas, beräknas den befinna sig på ett avstånd på ca 112 ljusår (ca 34 parsek) från solen. Stjärnan rör sig närmare solen med en heliocentrisk radiell hastighet av −2,6 km/s. Den har en relativt hög egenrörelse och förflyttar sig över himlavalvet med en hastighet av 0,201 bågsekunder per år.

## Egenskaper
5 Andromedae är en gul till vit stjärna i huvudserien av spektralklass F5 V. Den har en massa som är ca 1,4 gånger solens massa, en radie som är ca 1,8 gånger större än solens och utsänder knappt 6 gånger mera energi än solen från dess fotosfär vid en effektiv temperatur på ca 6 600 K.